# Brugheas
Brugheas (okzitanisch: Brujat) ist eine französische Gemeinde mit 1.556 Einwohnern (Stand: 1. Januar 2022) im Département Allier  in der Region Auvergne-Rhône-Alpes. Sie gehört zum Kanton Bellerive-sur-Allier im Arrondissement Vichy. Die Einwohner werden Brugheassois genannt.

## Geografie
Die Gemeinde Brugheas liegt am Flüsschen Sarmon, sechs Kilometer südwestlich von Vichy in der Landschaft Limagne bourbonnaise. Umgeben wird Brugheas von den Nachbargemeinden Serbannes im Norden, Bellerive-sur-Allier und Abrest im Nordosten, Hauterive im Osten, Saint-Sylvestre-Pragoulin im Süden, Bas-et-Lezat und Effiat im Südwesten sowie Biozat im Westen und Nordwesten.

## Bevölkerungsentwicklung
| Jahr                       | 1962 | 1968 | 1975 | 1982 | 1990 | 1999 | 2006 | 2013 | 2022 |
| -------------------------- | ---- | ---- | ---- | ---- | ---- | ---- | ---- | ---- | ---- |
| Einwohner                  | 1012 | 1012 | 1096 | 1200 | 1213 | 1223 | 1291 | 1426 | 1556 |
| Quellen: Cassini und INSEE |      |      |      |      |      |      |      |      |      |

## Sehenswürdigkeiten
- Kirche Saint-Martin aus dem 11./12. Jahrhundert
- früheres Seminar von Brugheas
- Schloss Brugheas aus dem 15. Jahrhundert

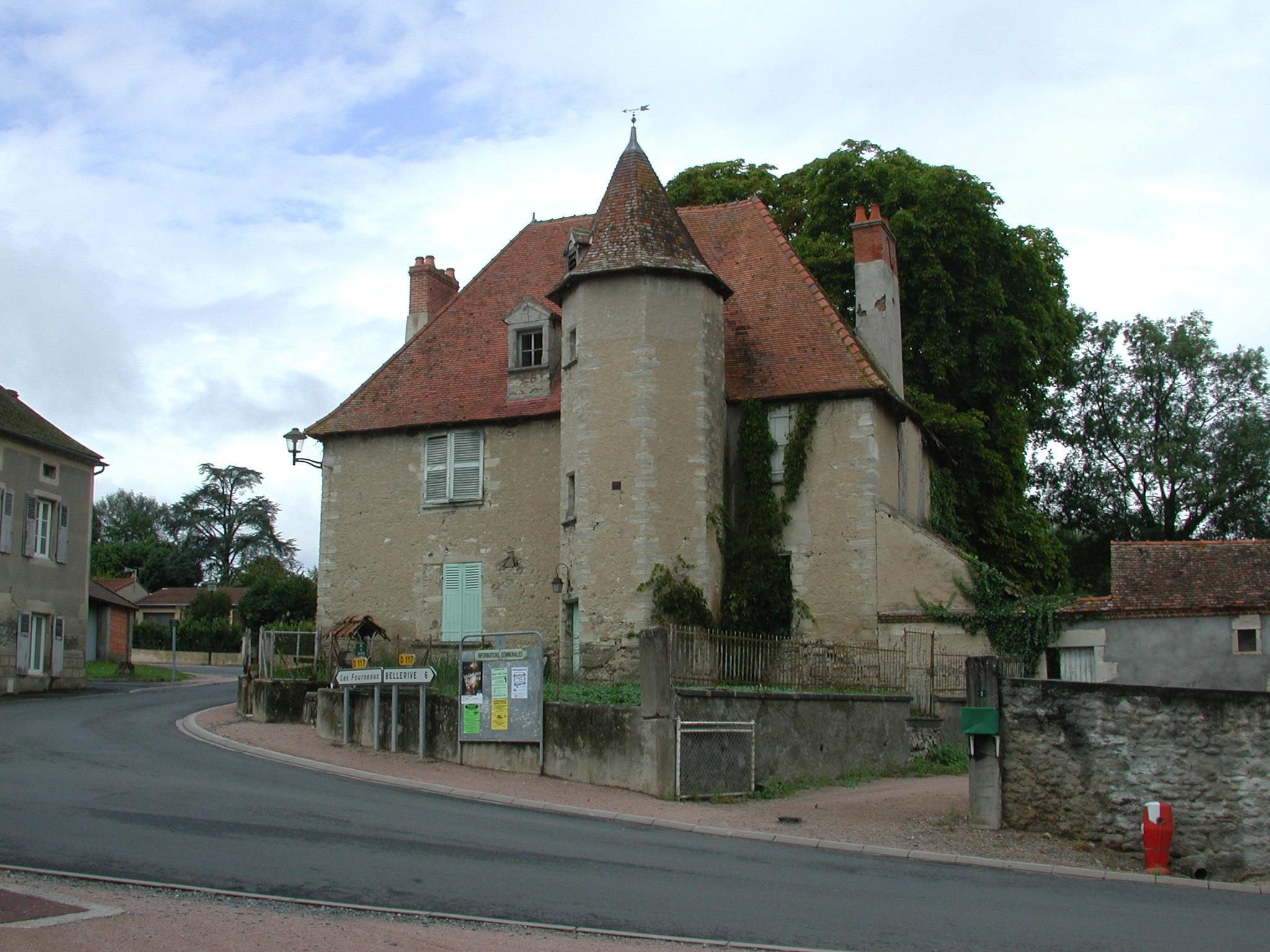
Ehemaliges Collège
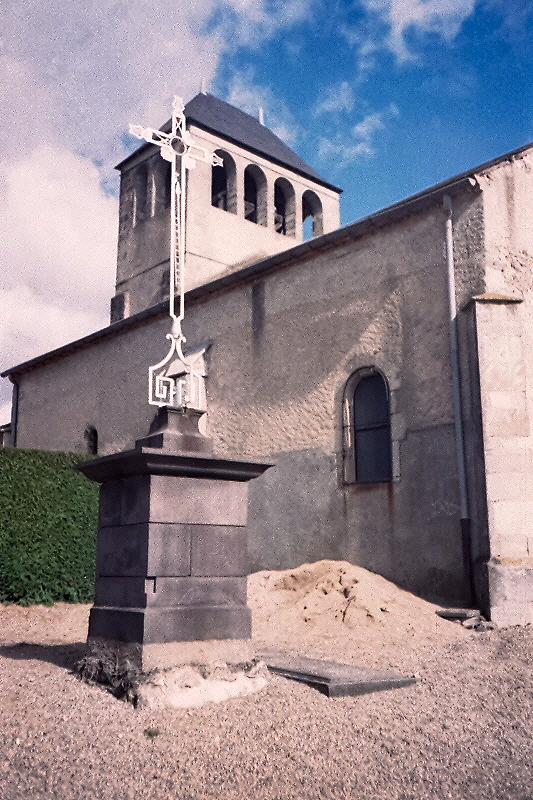
Kirche Saint-Martin

## Persönlichkeiten
- Dominique Kalifa, Historiker, hier aufgewachsen